# Національний військово-медичний клінічний центр «Головний військовий клінічний госпіталь»
Національний військово-медичний клінічний центр «Головний військовий клінічний госпіталь» — військово-медичний заклад у Києві, провідна установа охорони здоров'я в складі Збройних Сил України.

## Статус
Госпіталь є вагомим структурним підрозділом військової медицини, одним з найважливіших військово-медичних закладів України у загальнодержавній системі військових шпиталів. Є багатопрофільним клінічним, лікувально-діагностичним та науковим центром в якому лікуються військовослужбовці, ветерани Збройних Сил, та всі охочі цивільні пацієнти (у мирний час).
До 2014 року у стаціонарі щорічно проходили лікування понад 30 тис. хворих та майже півмільйона пацієнтів отримували медичну допомогу амбулаторно, виконувалось близько 12 тис. складних хірургічних операцій.
До штату центру входять: 26 клінік (понад 40 відділень), клініка лабораторної діагностики, сучасна клініка променевої діагностики і терапії, 4 реанімаційні підрозділи (хірургічний, нейрохірургічний, кардіологічний та для інфекційних хворих), відділення функціональної діагностики і фарм-центр. Шпиталь розрахований на 1125 ліжок.

## Історія

### Київський військовий госпіталь в XVIII— XIX століттях
10 червня 1755 року гідно з Указом Сенату Медичної канцелярії за клопотанням Київського губернатора було створено Київський військовий госпіталь який початково був розрахований на 50 ліжок.
Вже у сімдесятих роках XVIII сторіччя, у зв'язку з підготовкою до війни із Османською імперією, госпіталь розгорнуто у великий військово-польовий медичний заклад.
З часом його перетворено у постійний госпіталь III класу. Його начальником призначено доктора Августа Леріуса.
В період Франко-російської війни 1812 року в госпіталі вже були сформовані перші відділення: ломотне, полосне та лихоманне. Штатну кількість ліжок на той час було подвоєно. Іноді кількість поранених та хворих сягала до 2000 чоловік.
У 1833 році при госпіталі засновано штатну військово-фельдшерську школу на 300 вихованців, що існувала до революційних подій 1917 року. Її закінчили багато видатних медичних працівників та інших відомих історичних осіб: Панас Любченко, Дем'ян Бєдний, Микола Щорс, Остап Вишня, Іван Огієнко, Михайло Донець.
В 1830 —1840 роках в Києві ведеться активне будівництво Госпітального укріплення Києво-Печерської фортеці. Госпіталь отримує новий лікувальний корпус — один із найкращих на той час в Російській імперії, та інші оборонні і господарчі споруди (сьогодні ці будівлі занесені до обліку архітектурних пам'яток XIX ст.).
В 1849 році на базі госпіталю за ініціативою Миколи Івановича Пирогова, створюються клініки медичного факультету Київського Університету. Госпіталь стає передовим медичним закладом свого часу, в ньому працюють майже всі засновники медичних шкіл в Україні. Його авторитет пов'язаний з науково-медичною та педагогічною діяльністю наступних видатних вчених: С. П. Алфер'єва, Ю. І. Мацона, К. Г. Трітшеля, Ф. Ф. Мерінга, В. Т. Покровського, Х. Я. Гюббенета, С. П. Коломніна, Ф. К. Борнгаупта, О.П Кримова та інших.
Київський військовий госпіталь став першим серед військових госпіталів Російської імперії, де в 1860 році була застосована праця сестер милосердя, перший штат яких становив 12 сестер.

### Київський військовий госпіталь у XX столітті
На межі століть Київський військовий шпиталь продовжував розвиватися. За ініціативи тодішнього керівника Миколи Соломки у шпиталі були відкриті нові відділення, а також організований зуболікувальний кабінет і встановлений один з перших двох у Києві (та і у всій Російській імперії) рентгенівських апаратів. Другий рентгенівський апарат в Києві знаходився у лікарні при Покровському монастирі, який тоді також очолював Микола Соломка.
З 1903 по 1914 рік шпиталь очолював Мартин Галин, який брав помітну участь у житті української інтелігенції в Києві та був одним із засновників Українського наукового товариства у 1907 році під керівництвом Михайла Грушевського.

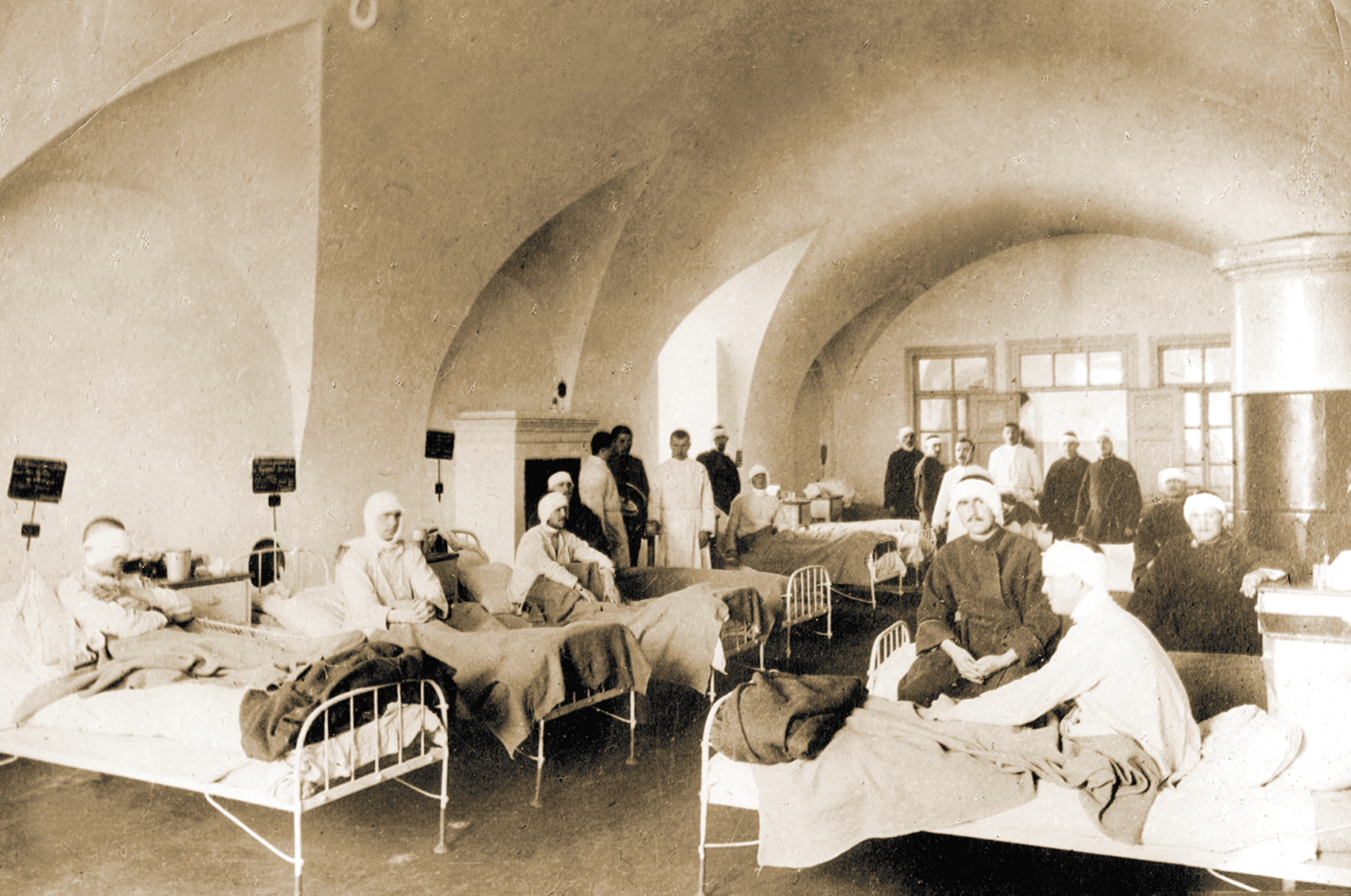
Одна з палат Київського військового госпіталю. 1916 рік

На початку Першої світової війни Київський шпиталь був одним із найпотужніших військово-медичних закладів. Кількість поранених та хворих, що одночасно лікувалися у шпиталі під час наступу на Південно-Західному фронті в 1916 році, досягала 14 тисяч. При такому перевантажені були відкриті додаткові філіали госпіталю по всьому Києву. У цей непростий період шпиталь очолював відомий лікар Володимир Бушуєв.
За Української Народної Республіки з розпорядження Симона Петлюри у листопаді 1917 року госпіталь перейменовано в «Український Генеральний військовий шпиталь». Головним лікарем призначено доктора Л. Р. Кобилянського.
11 квітня 1918 р. наказом військового відділу УНР Український Генеральний військовий шпиталь було перейменовано на Клінічний військовий шпиталь, якому належало стати клінічною базою для медичного факультету Українського державного університету (колишній Університет Святого Володимира), по суті першою українською медичною клінікою.
У роки Визвольних змагань 1917—1921 рр. госпіталь відіграв значну роль у боротьбі з інфекційними хворобами. У 1922 році він мав 25 відділень на 2000 ліжок. Виникла потреба створити кадри військово-медичної служби для Червоної Армії. У зв'язку з цим, госпіталь бере активну участь у становленні й розвитку клінічної та наукової медицини. В ньому працюють такі видатні лікарі, як професори Б. М. Маньковський, І. М. Іщенко, М. М. Губергріц, В. В. Виноградов, А. А. Чайка, Я. О. Шварцберг та інші. При госпіталі відновили роботу клінічні кафедри медичного факультету Університету, згодом Медичного інституту.
В 1928 році створено Школу санітарних інструкторів, а 1938 року — Курси вдосконалення лікарів і фельдшерів. У ці роки госпіталь отримує назву: «408 Окружний військовий госпіталь Київського військового округу».
З перших днів Німецько-радянської війни шпиталь було переформовано в 408-й евакогоспіталь на 2000 ліжок. На його базі було сформовано 60 інших військових госпіталів. Надалі він входив до складу Південно-Західного фронту, Сибірського військового округу (Томськ), 1-го Українського фронту. За роки війни у ньому перебувало на лікуванні близько 60 тис. поранених та хворих, вісімдесят відсотків з яких знову пішли на фронт.
У січні 1944 року госпіталь повернувся до зруйнованого Києва, де за короткий термін було відбудовано його корпуси та налагоджено лікування поранених.
В 1968 році госпіталь було нагороджено орденом Червоної Зірки та вручено Прапор.
Медичні працівники Київського окружного військового госпіталю брали участь у ліквідації холери на Поволжі та у Каракалпацькій АРСР, надавали медичну допомогу в Анголі, Афганістані, Ефіопії, Кубі та в інших країнах світу. У самому госпіталі з середини 1980-х років було проліковано близько 800 воїнів-афганців.
В період 1986—1987 років, під час Чорнобильської катастрофи, в одній із трьох зон катастрофи надавали медичну допомогу 70 госпітальних медичних працівників, а в самому госпіталі у ці роки лікувалося понад 700 ліквідаторів наслідків аварії на ЧАЕС.

### Головний військовий клінічний госпіталь Збройних Сил України
Із проголошенням незалежності України та створенням її власних Збройних Сил особовий склад госпіталю 18 січня 1992 року склав присягу на вірність народу України, а з 1 листопада 1992 року 408 Окружний військовий ордена Червоної Зірки госпіталь Київського військового округу було переформовано у Головний військовий клінічний госпіталь Міністерства оборони України.
З 1999 року відновлено діяльність госпітального Храму Покрови Пресвятої Богородиці.
У 2005 році госпіталь відмітив 250-річчя з дня заснування.
В 2007 році в зв'язку з переходом медичної служби Збройних Сил України на територіальний принцип медичного забезпечення на базі госпіталю було створено Головний військово-медичний клінічний ордена Червоної Зірки центр «Головний військовий клінічний госпіталь» з найвищим ступенем акредитації.
У червні 2015 року указом Президента України госпіталю надано статус національного і відповідно нову назву: Національний військово-медичний клінічний центр «Головний військовий клінічний госпіталь».
В січні 2019 року госпітальний Храм Покрови Пресвятої Богородиці, що близько 20 років підпорядковувався УПЦ МП, офіційно перейшов до Православної церкви України (одним з двох перших у Києві). Рішення про перехід в ПЦУ, настоятелем протоієрейем Олегом Скнарем і парафіянами, було прийнято відразу після проведення Собору, однак — для дотримання всіх юридичних формальностей — очікували отримання Томосу.

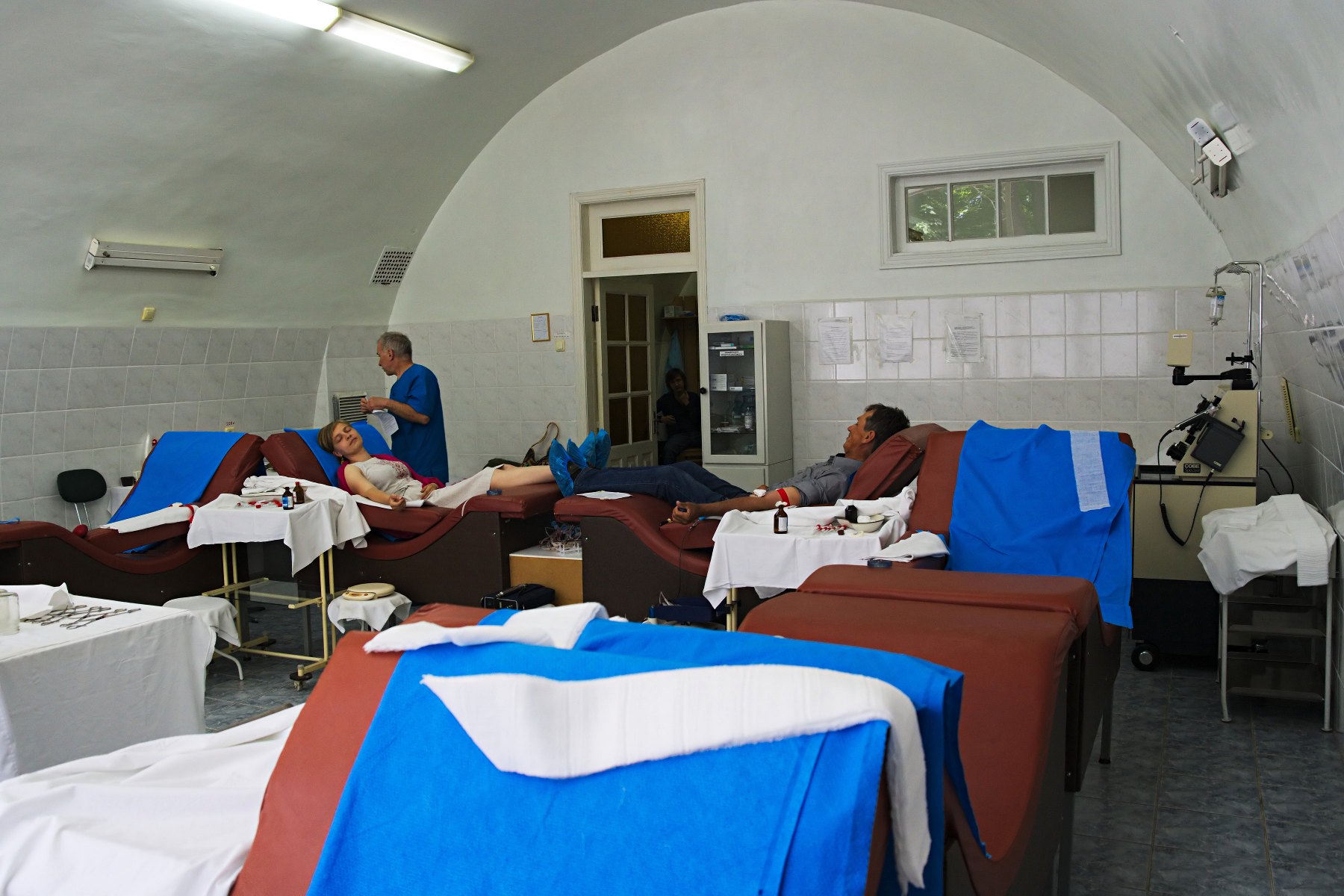
Добровольці здають кров для поранених в АТО (Центр крові Національного військово-медичного клінічного центру)

На кінець 2019 року, протягом шести років війни на сході України, у київському військовому госпіталі було проліковано близько 30 тисяч військовослужбовців, які брали участь у АТО на сході України. Ще близько 15 тисячам надано амбулаторну допомогу.
Найбільша кількість пацієнтів поступали із посттравматичними стресовими розладами, що відобразилось на профілі інших підрозділів. також було збільшено кількість ліжко-місць клінік, які займаються пацієнтами психоневрологічного профілю. Періодом, у перші роки війни, водночас у клініці психіатрії на лікуванні перебувало близько 700 пацієнтів.
За час війни у госпіталь з гуманітарними місіями прибували групи іноземних хірургів для надання допомоги. Найбільш тісна співпраця склалась з німецькими та канадськими лікарями. Останні організували 7 благодійних медичних місій у ході яких прооперували близько 200 пацієнтів. В основному — складні багатоетапні операції зі зрощення і вирощення нервових закінчень. Виконували і операції з моделювання ушкоджень обличчя, зшивали тканини. Всі ці місії уряд Канади забезпечував набором хірургічних інструментів, обладнанням і вартісними антибактеріальними препаратами. Деяке обладнання канадці залишили як подарунок центру.
Також НВМКЦ «ГВКГ» співпрацює з Національним Інститутом хірургії та трансплантології імені Шалімова, Національним інститутом серцево-судинної хірургії імені Амосова й іншими авторитетними закладами.

## Керівництво
Начальники Головного військового клінічного госпіталю (пізніше Національного військово-медичного клінічного центру «Головного військового клінічного госпіталю»:
- полковник м/с Казачонок Олександр Михайлович (1991 — 1994)
- полковник м/с Бубес Ярослав Григорович (1994 — 1996)
- генерал-майор м/с Бойчак Михайло Петрович (1996 — 2012)
- генерал-майор м/с Казмірчук Анатолій Петрович (з 2012 — 2023)
- полковник м/с Колісник Олег Сергійович (з 2023 р.)

## Див. також

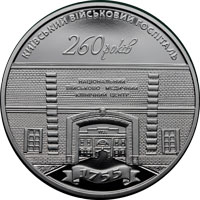
Монета НБУ присвячена найстарішому в державі медичному закладу